# Erik Lindh
Erik Lindh (n. 24 mai 1964, Kungälv, Gothenburg and Bohus County⁠(d), Suedia) este un jucător de tenis de masă ce a reprezentat Suedia, medaliat olimpic. A participat la 2 ediții ale Jocurilor Olimpice (1988, 1992) în care a câștigat o medalie de bronz.